# Козак, Анна Фёдоровна
Анна Фёдоровна Козак (бел. Ганна Фёдараўна Казак, род. 22 июля 1974 года в г. Новолукомль, Витебская область, Белорусская ССР) — белорусская бегунья, выступавшая на дистанции 400 метров. Чемпионка Европы в помещении 2002 года. Многократный призёр чемпионатов мира и Европы в составе сборной Белоруссии в эстафете 4×400 м. Участница трёх Олимпиад (1996, 2000 2008).

## Достижения
- полуфиналистка чемпионатов мира 2005 и 2006 (з).
- в эстафете 4×400 м — серебро ЧМ-2004 (з), бронзовая — ЧМ-2006 (з), серебро ЧМ-2008 (з), серебро ЧЕ-2006, золото ЧЕ-2007 (з)
- рекордсменка Беларуси в эстафете 4×400 м[1]
- чемпионка Беларуси в беге на 400 м — 1994, 1995, 1996, 1997, 1998, 2001, 2005, 2008[2]
- чемпионка Беларуси в беге на 400 м в помещении — 1998, 1999